# Kyrylo Silič
Kyrylo Jevhenovyč Silič (in ucraino Кирило Євгенович Сіліч?; Odessa, 3 agosto 1990) è un ex calciatore ucraino, di ruolo centrocampista.

## Carriera
In carriera ha giocato 7 partite nei turni preliminari di Europa League, realizzandovi anche una rete.